# Paramigas andasibe
Espèce
Paramigas andasibe est une espèce d'araignées mygalomorphes de la famille des Migidae.

## Distribution
Cette espèce est endémique de Madagascar. Elle se rencontre dans les provinces de Tamatave et d'Antananarivo.

## Description
Les mâles mesurent de 8,15 à 17,1 mm

## Étymologie
Son nom d'espèce  lui a été donné en référence au lieu de sa découverte, Andasibe.

## Publication originale
- Griswold & Ledford, 2001 : A monograph of the migid trap door spiders of Madagascar and review of the world genera (Araneae, Mygalomorphae, Migidae). Occasional Papers California Academy of Sciences, vol. 151, no 1, p. 1-120 (texte intégral).